# Metal and Hair

Metal And Hair du groupe de rock indépendant australien The Mess Hall est leur deuxième single tiré de leur album Notes from a Ceiling. Il s'agit de la septième chanson sur cet album.
L'édition spéciale du single comprend également un CD-ROM de la chanson favorité de Triple J, Lock & Load live de l'hôtel Annandale.